# Amári
Amári är en ort i Grekland.   Den ligger i prefekturen Nomós Rethýmnis och regionen Kreta, i den sydöstra delen av landet, 300 km söder om huvudstaden Aten. Amári ligger 443 meter över havet och antalet invånare är 161.
Terrängen runt Amári är kuperad norrut, men söderut är den bergig. Runt Amári är det glesbefolkat, med 20 invånare per kvadratkilometer. Närmaste större samhälle är Spílion, 10,6 km väster om Amári. 